# ساختمان لیوانی
ساختمان لیوانی مربوط به دوره قاجار است و در بندر گز، میدان پست، خیابان جنب واقع شده و این اثر در تاریخ ۱۱ مرداد ۱۳۸۴ با شمارهٔ ثبت ۱۲۵۶۰ به‌عنوان یکی از آثار ملی ایران به ثبت رسیده است.